# 화순 이경휴 가옥
화순 이경휴 가옥(和順 李京休 家屋)은 대한민국 전라남도 화순군 도곡면 죽청리1구 하죽청 마을 중앙부에 소재한 가옥으로 조선시대 후기(1775년)에 지은 'ㄷ'자형 집이다. 2004년 9월 20일 전라남도의 민속문화재 제40호로 지정되었다.

## 개요
화순 이경휴가옥은 도곡면 죽청리1구 하죽청 마을 중앙부에 소재한 가옥으로 조선시대 후기(1775년경)에 지은 'ㄷ'자형 집이다. 화순 도곡면 죽청리는 옛부터 ＂비봉포란(飛鳳包卵)＂의 형국이라 하여 명당으로 알려져 오고 있으며, 마을 앞으로는 지석강이 흐르고 있어 마을 터는 배산임수의 터자리임을 알 수 있다.
원래 이 가옥은 허장자(부자)라는 사람과 양씨가 안고랑(현 죽청2구 마을)에서 살았었는데, 그 집을 광산이씨가 옮겨 온 것이라 한다. 이곳에서 100년간을 광산이씨가 거주하다가 이우채의 고손대 1854년경에 제주양씨에게 소유권이 넘어가고 다시 112년만인 1966년 광산이씨 이경휴(이우채의 작은아들 이동철의 6세손)가 매입하였다.
화순 이경휴가옥은 남동향으로 자리잡고 있는데, 안채를 비롯하여 문가채, 창고 2채 등으로 배치되어 있다. 안채는 앞면 17.1m, 옆면 8m의 크기이며 남서쪽으로부터 정지, 안방, 대청, 작은방 순으로 꾸며지고 양측 날개(익사)에는 방이 1칸씩 드려졌다.정지, 안방, 대청은 각각 2칸씩으로 규모가 큰편이다. 고택 안채는 ＇ㄷ＇자형으로 정면 7칸, 측면 3칸 팔작지붕의 건물이며, 돌출된 익사 부분은 맞배지붕을 하고 있다. 중앙에는 안방, 좌우에는 사랑채가 각 1칸, 우측으로 대청, 도정 등 넓은 방으로 구성되어 있다. 방은 우물천장으로 구성되어 있다. 마루도 원형을 잘 간직하고 있다. 고택의 보존상태는 양호하지만 서쪽 측면 기둥 일부가 불에 탄 부분도 있고, 생활의 편의에 쫓아 부엌과 문의 일부를 개조하였다.
화순 이경휴가옥은 조선시대 후기(18세기)의 이 지역 부농가의 가옥구조를 살펴볼 수 있는 귀중한 현장이다. 특히 ＇ㄷ＇자형 구조는 주목이 가는 부분이다. 가구의 구조도 견실하며 치목의 수법도 뛰어나다. 보존상태도 양호하며 원형을 잘 유지하고 있다. 건립의 연대에 대한 고증자료도 확인 할 수 있어 가치가 있다.

## 주변 건축 허용기준
2020년 1월 16일 '전라남도 지정문화재 역사문화환경 보존지역 내 건축행위 등에 관한 허용기준'이 고시되었다.

## 참고 자료
- 화순 이경휴 가옥 - 국가유산청 국가유산포털